# Platycerium
Platycerium е род от около 18 вида папрати в семейство Многоножкови (Polypodiaceae). Папратите от този род са известни като „еленови рога“ поради уникално оформените си листа. Този род е епифитен (растящ върху кората на други растения и мъх) и е родом от тропическите и умерените райони на Южна Америка, Африка, Югоизточна Азия, Австралия и Нова Гвинея.

## Описание
Видовете от род Platycerium има два вида листа. Едните са дълги, достигат 60 – 70 см и са покрити с восъчен слой със защитна функция, ограничаващ изпаряване на влагата от растението. На върха листата са разделени, поради което приличат на еленови рога, откъдето идва и името на растението. Другите листа са люспести в основата и служат за закрепване на растенията. Докато растението е младо, те са зелени, а по-късно покафеняват.
Platycerium са разделени на четири естествени групи. Няколко Platycerium са силно адаптирани към ксерични условия, като за вида P. veitchii се съобщава за естествен метод на метаболизъм, устойчив на суша.

## Галерия
- Platycerium superbum
- Platycerium bifurcatum
- Platycerium coronarium
- Platycerium grande
- Platycerium elephantotis